# La Danse Macabre
La Danse Macabre è il terzo album in studio del gruppo musicale svedese Memento Mori, pubblicato nel 1996.

## Tracce
1. Endlessly – 6:49
2. Lost Words – 5:01
3. Crown of Thorns (Part II, III & IV) – 7:05
4. La Danse Macabre – 4:09
5. Morpheus (My Deadly Friend) – 5:28
6. The Loser's Trail – 6:48
7. Prelude – 2:17
8. The Beggar's Waltz – 6:16

## Formazione
- Nikkey Argento - chitarra
- Billy St. John - batteria
- Miguel Robaina - tastiere
- Marty Marteen - basso
- Mike Wead - chitarra
- Kristian Andrén - voce